# حي المصيف (الرياض)
حي المصيف هو أحد أحياء شمال مدينة الرياض ويتبع لبلدية العليا، ويحده من الشمال الطريق الدائري الشمالي ومن الشرق طريق أبي بكر الصديق ومن الجنوب طريق الإمام سعود بن عبد العزيز بن محمد ومن الغرب طريق الملك عبد العزيز.
يجاوره من الشمال حي النفل ومن الشمال الشرقي حي الوادي ومن الشرق حي التعاون ومن الجنوب الشرقي حي النزهة ومن الجنوب حي المرسلات ومن الجنوب الغربي حي الملك فهد ومن الغرب حي المروج ومن الشمال الغربي حي الغدير.

## الشوارع الرئيسية
يتخلله شوارع رئيسية هي:
- شارع ابن سينا
- شارع زهير بن أبي سلمى
- شارع الحسين بن علي ويعرف بين السكان باسم شارع المستوصف لوجود الوحدة الصحية بحي المصيف عليه.
- شارع ظبية بنت البراء ويعرف عند السكان باسم شارع الزمرد لتواجد مطعم الزمرد البخاري عليه.

يعتبر حي المصيف أول حي في العاصمة الرياض يقام فيه مركز اجتماعي.